# Pegomya defecta
Pegomya defecta este o specie de muște din genul Pegomya, familia Anthomyiidae, descrisă de Huckett în anul 1966. Conform Catalogue of Life specia Pegomya defecta nu are subspecii cunoscute.